# Гордії (фільм, 1953)
«Гордії́» (фр. Les orgueilleux) — франко-мексиканський фільм 1953 року режисера Іва Аллегре, знятий на основі сценарію «Тиф» Жана-Поля Сартра.

## Сюжет
Під час великої спеки до невеликого мексиканського містечка приїжджає подружня пара французів. Том, вмирає від менінгіту, а у його дружини, тепер уже вдови, Неллі (Мішель Морган) викрадають усі гроші. У цьому селі живе ще один француз — Жорж (Жерар Філіп), колишній лікар, який спився після смерті своєї дружини. Чи поєднаються ці одинокі заблудлі душі.

## Ролі виконують
- Мішель Морган — Неллі
- Жерар Філіп — Жорж
- Віктор Мануель Мендоса[es] — дон Родріго
- Карлос Лопес Моктесума[es] — лікар

## Навколо фільму
- У фільмі добре відтворена справжність атмосфери типового мексиканського містечка у Страсну п'ятницю: безперервні вибухи петард, дзвін дзвонів, спалювання опудала, гітарна музика в готелі.
- У фільмі використовується іспанська мова, що було дуже рідкісним у французьких фільмах тієї епохи.
- Реалістично відтворена боротьба з епідемією в типовому містечку третього світу: нестача ліків, перевезення хворих загорнутих в простиралдо, спротив населення проти госпіталізації.

## Нагороди
- 1953 Нагорода 14-го Венеційського кінофестивалю:
  - премія «Бронзовий лев» за найкращий фільм — Ів Аллегре